# Hande Kader
Hande Kader (Şanlıurfa, 1993 - Istanboel, 2016) was een politiek actieve Turkse transvrouw. Kader werd 12 augustus 2016 vermoord aangetroffen in Zekeriyaköy, een buitenwijk van Istanboel. Kader werd bekend in Turkije als lhbt-activiste toen ze werd gefotografeerd terwijl ze zich verzette tegen politie die in actie kwamen tegen Gay Pride 2015 in Istanboel. Kaders flatgenoot Davut Dengiler meldde haar vermissing in augustus 2016. Haar lichaam werd 12 augustus gevonden in een buitenwijk van Istanboel (Zekeriyaköy). Ze was verkracht en verbrand.
Kader was sekswerkster. Ze was 23 jaar op het moment van haar dood. De officiële doodsoorzaak is nooit vrijgegeven. Rapporten wijzen erop dat Kaders lichaam na haar dood in brand is gestoken, waarschijnlijk om identificatie van de dader(s) te voorkomen.
Na haar dood kwamen er protesten tegen de mishandeling van transgender personen in Turkije.